# Кампильоне-Фениле
Кампильо̀не Фенѝле (на италиански: Campiglione-Fenile; на пиемонтски: Campion e Fnil, Кампион е Фънил, на окситански: Campilhon e Fenil, Кампильон е Фенил) е община в Метрополен град Торино, регион Пиемонт, Северна Италия. Административен център на общината е село Кампильоне (на италиански: Campiglione), което е разположено на 365 m надморска височина. Към 1 януари 2020 г. населението на общината е 1339 души, от които 62 са чужди граждани.

## Забележителности
- Енорийска църква „Свети Йоан Кръстител“ (Chiesa Parrocchiale di San Giovanni Battista)
Bероятно е осветена през 1339 г., за което говори фактът, че апсидата е обърната към Изток и следователно към Йерусалим, което е типично за Средновековието. Заобиколена е от романско гробище.
- Енорийската църква „Св. Гервазий и св. Протасий“ (San Gervasio e Protrasio)
Построена е през 1914 г. и все още пази камбанарията си от 16 век, намираща се до бившето кметство, в което днес има бар-ресторант.
- Замък
От 14 век, бивш светски дом на графове Лузерна, клон Роренги ди Кампильоне.
- Замък на графовете Мартин Мону Бекария
Заобиколен е от великолепен парк с кестени, габъри и други дървесни видове.
- Вила Лузерна
Неокласическо бижу, собственост на маркизи Сан Мартино ди Сан Джермано, от векове дом на графовете Лузерна.